# ディアマンテ (競走馬)
ディアマンテ（Diamante、1973年4月18日 - 1999年）は、日本の競走馬、繁殖牝馬。1976年のエリザベス女王杯の勝ち馬である。

## 戦績
ディアマンテは牝馬で好成績を残していた稲葉幸夫厩舎に入厩したが、同期には桜花賞・オークスを制したテイタニヤがおり、ディアマンテはその影に隠れる存在であった。
3歳夏にデビューし、4戦目に初勝利、3月下旬に2勝目を挙げ、フラワーカップ（当時はオープン特別）などで善戦するも勝ちきれず、6月下旬の条件戦で3勝目を挙げた。
4歳秋は緒戦としてクイーンステークスに出走し、ニッショウダイヤ（オークス2着）の3着となった。その後条件戦を勝ち、前年までのビクトリアカップから改名して施行されたエリザベス女王杯に出走し、8番人気に支持された。1番人気は「三冠牝馬」への期待を賭けられた同厩のテイタニヤであった。レースは前日の雨の影響で「やや重」で行なわれ、本馬と同じくトピオを父に持つシービークイン（三冠馬・ミスターシービーの母）が逃げた後を追う展開でレースを進めたディアマンテは直線でニッショウダイヤを振り切り勝利した。テイタニヤは4着に敗れたが、稲葉師は「2頭で牝馬3冠」を達成することとなった。
その後は牡馬相手のレースが続き苦戦するが、5歳秋の福島記念で約1年ぶりの勝利を挙げた。これが最後の勝利となり、翌6歳春のオープン戦を最後に引退した。なおエリザベス女王杯も含め、勝利したレースは全て馬場コンディションが「やや重」「重」で本馬は所謂「道悪巧者」であった。

## 繁殖成績
引退後、ディアマンテは11頭の仔を産んでいるが、一番出世した馬でも900万条件で未勝利で終える馬が多くこれといった馬は残せなかった。子孫のカケノジンライがラベンダー賞を勝利するなどある程度の活躍は見せたが、現在は牝系子孫は残っていない。繁殖牝馬も引退した後は功労馬として北海道・白老町のイーハトーヴ・オーシァンファームにて余生を送っていたが、1999年に死亡した。同厩のテイタニヤが死亡した翌年のことであった。
| 生年 | 馬名               | 性 | 毛色   | 父                             | 厩舎                   | 馬主           | 戦績・用途      |
| ---- | ------------------ | -- | ------ | ------------------------------ | ---------------------- | -------------- | --------------- |
| 1979 | アルカラモン       | 牝 | 鹿毛   | ラデイガ                       | 不明 →盛岡・櫻田新一郎 | 不明 →和田正輔 | 9戦0勝 繁殖牝馬 |
| 1980 | シベーレス         | 牝 | 鹿毛   | ラデイガ                       | 美浦・稲葉幸夫         | 佐藤弘嘉       | 未出走 繁殖牝馬 |
| 1981 | デアレストダンサー | 牡 | 栗毛   | オフイスダンサー               | 美浦・久保田彦之       | 新井孝治       | 16戦0勝 不明    |
| 1984 | ネイバーソウル     | 牡 | 黒鹿毛 | ウオロー                       | 美浦・和田正道         | 和田正輔       | 18戦4勝 不明    |
| 1985 | アップルプリンセス | 牝 | 鹿毛   | ウオロー                       | 美浦・和田正道         | 和田正輔       | 13戦0勝 不明    |
| 1987 | ミヤギオーショウ   | 牡 | 芦毛   | クリスタルパレス               | 美浦・中村広           | 菅原光博       | 未出走 不明     |
| 1989 | ナーダム           | 牝 | 芦毛   | ロングミツク                   | 美浦・佐々木亜良       | 和田正輔       | 1戦0勝 繁殖牝馬 |
| 1990 | ダブルサークル     | 牝 | 栗毛   | クリスタルパレス               | 美浦・和田正道         | 和田正輔       | 5戦0勝 繁殖牝馬 |
| 1991 | リアルアプローズ   | 牝 | 鹿毛   | サンテステフ                   | 美浦・和田正道         | 和田正輔       | 3戦0勝 繁殖牝馬 |
| 1992 | アサクサポップス   | 牡 | 青鹿毛 | マークオブディスティンクション | 美浦・和田正道         | 田原源一郎     | 3戦0勝 不明     |
| 1993 | ラストダイヤモンド | 牝 | 栗毛   | ジングウブレーブ               | 美浦・和田正道         | 和田正輔       | 4戦0勝 不明     |

## 血統表
| ディアマンテの血統（ファイントップ系 / Vatout5・5×5=9.38%、Solario5×5=6.25%、Plucky Liege5×5=6.25%、Hyperion5×5=6.25% (母内) ） | ディアマンテの血統（ファイントップ系 / Vatout5・5×5=9.38%、Solario5×5=6.25%、Plucky Liege5×5=6.25%、Hyperion5×5=6.25% (母内) ） | ディアマンテの血統（ファイントップ系 / Vatout5・5×5=9.38%、Solario5×5=6.25%、Plucky Liege5×5=6.25%、Hyperion5×5=6.25% (母内) ） | （血統表の出典） | （血統表の出典） |
| 父 *トピオ Topyo 1964 黒鹿毛 フランス                                                                                           | 父の父Fine Top 1949 黒鹿毛 フランス                                                                                             | Fine Art | Artist's Proof   | Artist's Proof   |
| 父 *トピオ Topyo 1964 黒鹿毛 フランス                                                                                           | 父の父Fine Top 1949 黒鹿毛 フランス                                                                                             | Fine Art | Finnoise         |                  |
| 父 *トピオ Topyo 1964 黒鹿毛 フランス                                                                                           | 父の父Fine Top 1949 黒鹿毛 フランス                                                                                             | Toupie | Vatellor         | Vatellor         |
| 父 *トピオ Topyo 1964 黒鹿毛 フランス                                                                                           | 父の父Fine Top 1949 黒鹿毛 フランス                                                                                             | Toupie | Tarentella       |                  |
| 父 *トピオ Topyo 1964 黒鹿毛 フランス                                                                                           | 父の母Deliriosa 1956 鹿毛 フランス                                                                                              | Delirium | Panorama         | Panorama         |
| 父 *トピオ Topyo 1964 黒鹿毛 フランス                                                                                           | 父の母Deliriosa 1956 鹿毛 フランス                                                                                              | Delirium | Passed Out       |                  |
| 父 *トピオ Topyo 1964 黒鹿毛 フランス                                                                                           | 父の母Deliriosa 1956 鹿毛 フランス                                                                                              | La Fougueuse | Admiral Drake    | Admiral Drake    |
| 父 *トピオ Topyo 1964 黒鹿毛 フランス                                                                                           | 父の母Deliriosa 1956 鹿毛 フランス                                                                                              | La Fougueuse | La Foux          |                  |
| 母 アテナ 1965 鹿毛 日本 | 母の父*パーソロン Partholon 1960 鹿毛 アイルランド                                                                              | Milesian | My Babu          | My Babu          |
| 母 アテナ 1965 鹿毛 日本 | 母の父*パーソロン Partholon 1960 鹿毛 アイルランド                                                                              | Milesian | Oatflake         |                  |
| 母 アテナ 1965 鹿毛 日本 | 母の父*パーソロン Partholon 1960 鹿毛 アイルランド                                                                              | Paleo | Pharis           | Pharis           |
| 母 アテナ 1965 鹿毛 日本 | 母の父*パーソロン Partholon 1960 鹿毛 アイルランド                                                                              | Paleo | Calonice         |                  |
| 母 アテナ 1965 鹿毛 日本 | 母の母*クレイギバーン Craigieburn 1949 鹿毛 オーストラリア                                                                      | Roussel Water | Bois Roussel     | Bois Roussel     |
| 母 アテナ 1965 鹿毛 日本 | 母の母*クレイギバーン Craigieburn 1949 鹿毛 オーストラリア                                                                      | Roussel Water | Cattewater       |                  |
| 母 アテナ 1965 鹿毛 日本 | 母の母*クレイギバーン Craigieburn 1949 鹿毛 オーストラリア                                                                      | Mirthful | Brueghel         | Brueghel         |
| 母 アテナ 1965 鹿毛 日本 | 母の母*クレイギバーン Craigieburn 1949 鹿毛 オーストラリア                                                                      | Mirthful | Manumit F-No.1-n |                  |